# 张树平
张树平（1959年—），四川射洪人，汉族，中华人民共和国政治人物、第十二届全国人民代表大会四川地区代表。
毕业于中国共产党四川省委第二党校哲学专业。加入中国共产党。担任四川沱牌集团有限公司销售部经理。2008年起担任全国人大代表。2013年，担任全国人大代表。